# Медаль «100 лет Вильгельму I»
Медаль «100 лет кайзеру Вильгельму I» (нем. Kaiser-Wilhelm-Erinnerungsmedaille Zentenarmedaille) или просто медаль Столетия (нем. Zentenarmedaille) — немецкая награда, учреждённая 22 марта 1897 года Вильгельмом II по случаю 100-летия со дня рождения его деда, императора Вильгельма I.
Медалью вручалась прусским государственным и университетским деятелям, а также всем офицерам, унтер-офицерам и рядовому персоналу, активно служившим в армии на флоте и в шуцтруппе. Медалями также были награждены живые ветераны Первой и Второй Шлезвигских, Австро- и Франко-прусской войн.

## Описание
Медаль изготавливалась из бронзы с трофейных пушек. Её диаметр был 40 мм. Лента золотого цвета была шириной 36 мм.
На аверсе изображён повёрнутый вправо профиль Вильгельма I в военной форме, в мантии и пикельхельм. Слева от него надпись «WILHELM/DER/GROSSE/DEUTSCHE/KAISER» («Вильгельм — великий германский император»). Справа — «KOENIG/VON/PREUSSEN» («король Пруссии»).
На реверсе в нижней половине медали изображены символы немецкой королевской власти (государственная корона, держава, меч и скипетр) помещённые на подушку в окружении дубовых листьев. Слева виднеется восходящая лавровая ветвь. В верхней половине надпись в шесть строк: «ZUM ANDENKEN AN DEN HUNDERTSTEN GEBURTSTAG DES GROSSEN KAISERS WILHELM I. 1797 22.MAERZ 1897» («В память о сотом дне рождения великого императора Вильгельма I. 1797 – 22 марта 1897»).